# Parafia greckokatolicka Przemienienia Pańskiego w Mokrem
Parafia greckokatolicka Przemienienia Pańskiego – parafia greckokatolicka w Mokrem, w dekanacie sanockim archieparchii przemysko-warszawskiej. Założona w 1992.